# Ґейш
Ґейш (Giejsz, Geisz, Gieysz) –  шляхетський герб руського походження.

## Опис герба
Опис згідно з класичними правилами блазонування:
У розтятому щиті в першому червоному полі чорне орлине крило ліворуч, у другому срібному золотий лицарський хрест без рамена праворуч. 
Клейнод: три пера страуса. 
Намет червоний, підбитий сріблом.
Таку версію розміщує у своїх гербовниках Тадейш Гайль, ґрунтуючись, зокрема, на працях Островського.
Каспер Несецький передає обидва поля червоним кольором.

## Найбільш ранні згадки
Каспер Несецький в Гербовнику Польському пише :
Tym herbem pieczętują się te domy, które od Godygolda Grzegorza, starosty Podolskiego, swoje procedencya mają, posłował on imieniem Jagiełła Króla na koncylium Konstancyenskie 1416.; bo się i podziś dzień z Godygold piszą. Małachowski w Zbiorze nazwisk Szlacheckich pisze iż herb ten od Kazimierza Sprawiedliwego roku 1180 Gieyszowi nadany.
З цим гербом вживали печатки роди, які, від Годголда Гжегожа, стародавнього Подольського, мають власну процедуру, він надіслав ім'я короля Ягайлу на конгрес Констанці 1416 року; тому що я повинен написати день з Ґодигольдом. Малаховський у збірці прізвищ Шлачецьких пише, що цей герб від Казиміра Простого 1180 року було надано Ґієзу.

## Роди
Найбільш повний список власників герба створив Тадеуш Гайль в Herbarzu polskim od średniowiecza do XX wieku. Від 2007 року список містить 37 позицій. Він був трохи розширений за рахунок електронної пошукової системи (див. нижче):
Aleszewicz, Budrewicz, Drogiejko, Dziad, Dzid, Dzida, Dziel, Eliaszewicz, Fladrzyński, Fledrzyński, Gedygold, Gejsztoft, Gibasiewicz, Gibaszewicz, Giedygołd, Giejsz, Giejsztowt, Gierulski, Giesztowt, Gieysz, Herulski, Iliaszewicz, Iliszewicz, Iljaszewicz, Lenartowicz, Narwojn, Narwoyn, Norwojń, Orwid, Orwidowicz, Orwiel, Orwit, Orwitowicz, Szurowski, Tyc, Tyt, Tytow.